# Dulce María Porras
Dulce Porras es una política nicaragüense, originaria de Jinotepe, opositora al régimen de la familia Ortega Murillo.

## Biografía
Fue exguerrillera sandinista.
Se destacó como Enlace Nacional de la Red de Mujeres del partido político Movimiento Renovador Sandinista (actualmente denominado UNAMOS), del que fue integrante de la junta directiva departamental de Carazo y su presidenta. 
En 2017 fue elegida a la Junta Directiva Nacional y miembro de su Comisión Ejecutiva.
Después de la “operación limpieza” en Carazo, llevada a cabo por el gobierno contra los opositores al mismo, salió al exilio, se le retiró su nacionalidad nicaragüense y fueron confiscados sus bienes. El gobierno de España le concedió la nacionalidad.
En noviembre de 2023 se realizó la X Convención Nacional de Unamos en la que fueron elegidos Luis Alfredo Blandón como presidente y Dulce María Porras como vicepresidenta.
Actualmente, además de su acción política, apoya a refugiados en condición de mayor vulnerabilidad.
Vive exiliada en Costa Rica desde que las autoridades intentaron arrestarla tras las protestas en Nicaragua de 2018. Como no lo consiguieron arrestaron a su hermano Freddy Martín Porras para que se entregase.